# Ярошенко Федір Олексійович
Ярошенко Федір Олексійович (нар. 5 грудня 1949, м. Харцизьк) — український політик, науковець. Заслужений економіст України, кандидат сільськогосподарських наук, доктор економічних наук, професор кафедри економіки підприємства. Міністр фінансів України з 11 березня 2010 по 18 січня 2012.
Народився 5 грудня 1949 р. (м. Харцизьк, Донецька область).

## Освіта
У 1976 році закінчив Ворошиловградський сільськогосподарський інститут за спеціальністю «Економіка і організація сільського господарства».

## Трудова діяльність
- 09.1967 — 05.1968 токар-розточник Зугреського енерго-механічного заводу, м. Зугрес Донецької області.
- 05.1968 — 06.1970 командир відділення військової частини 10142, Київський військовий округ.
- 09.1970 — 09.1971 лаборант кафедри хімії сільськогосподарського інституту, м. Ворошиловград.
- 09.1971 — 01.1976 студент Ворошиловградського сільськогосподарського інституту, м. Ворошиловград.
- 02.1976 — 10.1979 головний бухгалтер Зугреського племптахорадгоспу, м. Зугрес Донецької області.
- 10.1979 — 09.1984 директор птахофабрики «Новоселідовська», смт Цукурине Донецької області.
- 09.1984 — 11.1994 директор птахофабрики «Єнакіївська», с. Єнакієво Шахтарського району.
- 11.1994 — 01.1997 генеральний директор виробничого об'єднання «Донецькптахопром», м. Єнакієво Донецької області.
- 01.1997 — 12.2002 перший заступник Голови Державної податкової адміністрації України[1][2].
- 12.2002 — 06.2004 перший заступник Міністра фінансів України[3].
- 06.2004 — 03.2005 Голова Державної податкової адміністрації України[4][5].
- 05.2007 — 03.2008 керівник групи радників БО ВБФ «Гарант», м. Київ.
- 03.2008 — 03.2010 заступник Голови Державної податкової адміністрації України[6][7].
- 11.03.2010 — 18.01.2012 Міністр фінансів України[8].

## Родина
Дружина — Ніна Григорівна. Має синів: Олексія (1976–2017) та Юрія

## Відзнаки
- Почесне звання Заслужений економіст України[9],
- орден «За заслуги» ІІІ ступеня[10],
- орден «За заслуги» ІІ ступеня[11],
- орден «За заслуги» І ступеня,
- Почесна грамота Кабінету Міністрів України[12],
- Лауреат Державної премії України в галузі науки і техніки[13].